# Bulbophyllum lepanthiflorum
Bulbophyllum lepanthiflorum là một loài phong lan thuộc chi Bulbophyllum.